# Daihatsu Rocky
Daihatsu Rocky − samochód japońskiego producenta Daihatsu, po raz pierwszy zaprezentowany w 1984 roku, w Europie oferowany do 2001 roku. Model ten występował pod innymi nazwami: Fourtrak (głównie Anglia), Rugger (głównie Australia, Rosja), Taft F70/F80, Taft Hiline 100 (Indonezja), Toyota Blizzard LD20 i LD21 (Rosja). 
Jest to typowe auto terenowe z napędem na cztery koła (4WD lub AWD), oznaczone przez producenta jako ORV (OffRoadVehicle). Brak w nim typowych udogodnień dla podróżnych udających się w długie trasy lub do jazdy po mieście, spotykanych w obecnie produkowanych modelach typu SUV (Sports Utility Vehicle).
Auto wyposażane było w silniki: Daihatsu 2.8 Diesel, Daihatsu 2.8 TD (najpopularniejsza wersja), Toyota 3Y (2,0 l benzyna), Toyota 4Y (2,2 l benzyna). Wersje sprzedawana przez Toyotę, Blizzard LD20 i LD21, miały wyposażone były w silniki Toyota 2.4D.
Konstrukcja samochodu oparta jest na drabinkowej ramie i stalowej karoserii oraz resorach piórowych. Zmieniono to dopiero w modelu Rocky Independent w roku 1993, w którym poszerzono rozstaw kół i wprowadzono niezależne przednie zawieszenie. Prześwit pojazdu: 210 mm. Głębokość brodzenia pojazdu: 60 cm.
Rodzaje karoserii: SoftTop, ResinTop/Wagon, Hiline (wersja 5-drzwiowa, występująca głównie w Indonezji).
Mniejszym autem terenowym marki Daihatsu, przystosowanym lepiej do ruchu miejskiego, jest Daihatsu Feroza. Sprzedawana była na rynku amerykańskim pod nazwą Daihatsu Rocky, jednak są to dwa zupełnie różne auta.
Oferowane silniki:
- benzynowy, o pojemności 1984 cm3, 65 kw/88 KM przy 4600 obr./min, 157 Nm przy 3000 obr./min, gaźnikowy
- benzynowy, o pojemności 2237 cm3, 67 kw/91 KM przy 4200 obr./min, 179 Nm przy 2500 obr./min (od 1992r), z wtryskiem wielopunktowym
- diesel, o pojemności 2746 cm3, 54kw/73 KM przy 3600 obr./min, 170 Nm przy 2200 obr./min (do 1988r)
- turbo-diesel, o pojemności 2746 cm3, 65 kw/88 KM przy 3600 obr./min, 211 Nm przy 2200 obr./min (1986-88r)
- turbo-diesel, o pojemności 2746 cm3, 67 kw/91 KM przy 3400 obr./min, 223 Nm przy 2200 obr./min (1988-91r)
- turbo-diesel, o pojemności 2746 cm3, 75 kw/102 KM przy 3400 obr./min, 249 Nm przy 2200 obr./min (od 1991-98r), z chłodnicą powietrza doładowującego
- turbo-diesel, o pojemności 2746 cm3, 72 kw/98 KM przy 3400 obr./min, 245 Nm przy 1900 obr./min (od  1998-01r), z chłodnicą powietrza doładowującego i recyrkulacją spalin